# Jason Bateman
Jason Kent Bateman (Rye, Nueva York; 14 de enero de 1969) es un actor y director estadounidense ganador de un Globo de Oro, un Premio Emmy y tres Premios del Sindicato de Actores. Después de haber actuado en varias series de comedia durante la década de 1980, Bateman adquirió fama por su trabajo como Michael Bluth en la serie Arrested Development (2003-2019).
Desde la finalización de la serie, ha aparecido en varias exitosas películas de Hollywood, tales como Juno (2007), Horrible Bosses (2011) y su secuela Horrible Bosses 2 (2014), The Gift (2015) y Game Night (2018); además, le dio su voz a Nick Wilde, el zorro de la película animada de Walt Disney Studios Zootopia (2016). Ha protagonizado y dirigido la serie de televisión Ozark (2017-2022), por la que ha recibido multitud de galardones.

## Biografía

### Primeros años
Bateman nació en Rye, Nueva York, hijo de Victoria, una azafata con ascendencia maltesa, y Kent Bateman, un guionista, director de televisión y fundador de un teatro en Hollywood.

### Carrera
Bateman comenzó a trabajar como actor en 1981, en el papel de James Cooper Ingalls en el drama televisivo Little House on the Prairie. Apareció también en un episodio de Knight Rider en 1984. Obtuvo el estatus de «ídolo adolescente» a mediados de la década de 1980 gracias a programas como Silver Spoons, It's Your Move y Valerie (más tarde renombrado como The Hogan Family después de que Valerie Harper abandonara la serie), y se convirtió en el director más joven de la historia de Directors Guild of America cuando dirigió tres episodios de The Hogan Family a los 18 años. La finalización de esta serie resultó en la disminución de su fama durante la mayor parte de una década. En este período, tuvo papeles importantes en cuatro series de televisión tales como Simon, Chicago Sons, George & Leo, y Some of My Best Friends, de las cuales ninguna permaneció en antena por más de una temporada. En 2002 interpretó al hermano del personaje de Thomas Jane en la película The Sweetest Thing. En 2003 su carrera se impulsó con el papel de Michael Bluth en la comedia de FOX Arrested Development.
Apareció en Dodgeball: A True Underdog Story como el comentarista de ESPN 8 ("The Ocho") Pepper Brooks, y en Starsky & Hutch como Kevin, el socio de Vince Vaughn. Bateman volvió a trabajar con Vaughn en la película de 2006 The Break-Up y también fue orador en la Convención Nacional Democrática de 2004 por The Majority Report con su coprotagonista de Arrested Development David Cross. En 2006 apareció como estrella invitada en la serie de comedia Scrubs como Mr. Sutton, un recolector de residuos dueño de un grupo de avestruces como mascotas y como el antiguo abogado Rupert "Rip" Reed en Smokin' Aces. En 2007 protagonizó The Kingdom, Mr. Magorium's Wonder Emporium y Juno, en donde volvió a trabajar con la estrella de Kingdom Jennifer Garner y con su compañero de Arrested Development Michael Cera. En 2008 trabajó con Will Smith y Charlize Theron en la película de superhéroes Hancock.
Bateman recibió el premio Globo de Oro en 2005 por Mejor Actor de Comedia por su trabajo en Arrested Development. Presentó un programa de la serie de NBC Saturday Night Live el 12 de febrero de 2005.
Ocupó el puesto n.°60 en la lista de VH1 de Las 100 mejores estrellas infantiles.

### Vida personal
Bateman tiene una hermana mayor, la actriz Justine Bateman. Bateman declaró en la revista Best Life que él y Justine mantenían a sus padres con el dinero que ganaban por sus trabajos en la televisión y que su padre fue su representante hasta que Jason lo despidió cuando tenía veinte años de edad.
Desde 2001, Bateman está casado con la actriz Amanda Anka, hija del cantante y actor Paul Anka. Su primera hija, Francesca Nora Bateman, nació el 28 de octubre de 2006. Su segunda hija, Maple Sylvia Bateman, nació el 16 de febrero de 2012.
A finales de 2005 debió someterse a cirugía para extirpar un pólipo benigno de su garganta. La operación y el tiempo de recuperación necesario detuvo la producción de Arrested Development, aunque habían sido terminados suficientes episodios para emitir el programa durante el mes de noviembre.
Bateman es fanático de Los Angeles Dodgers y utilizó la vestimenta del equipo en la película de Hancock.

## Filmografía

### Cine
| Año  | Título                           | Personaje                  | Notas                        |
| ---- | -------------------------------- | -------------------------- | ---------------------------- |
| 1987 | Teen Wolf Too                    | Todd Howard                |                              |
| 1991 | Necessary Roughness              | Jarvis Edison              |                              |
| 1992 | Breaking the Rules               | Phil Stepler               |                              |
| 1999 | Love Stinks                      | Jesse Travis               |                              |
| 2001 | Sol Goode                        | Spider                     |                              |
| 2002 | One Way Out                      | John Farrow                | Directamente para vídeo      |
| 2002 | The Sweetest Thing               | Roger Donahue              |                              |
| 2004 | Starsky & Hutch                  | Kevin Jutsum               |                              |
| 2004 | Dodgeball: A True Underdog Story | Pepper Brooks              |                              |
| 2006 | The Break-Up                     | Mark Riggleman             |                              |
| 2006 | Arthur y los Minimoys            | Darkos                     | Actuación de voz             |
| 2007 | Smokin' Aces                     | Rupert «Rip» Reed          |                              |
| 2007 | The Ex                           | Chip Sanders               |                              |
| 2007 | The Kingdom                      | Adam Leavitt               |                              |
| 2007 | Mr. Magorium's Wonder Emporium   | Henry Weston               |                              |
| 2007 | Juno                             | Mark Loring                |                              |
| 2008 | Forgetting Sarah Marshall        | Animal Instincts Detective | Cameo                        |
| 2008 | The Promotion                    | Instructor                 |                              |
| 2008 | Hancock                          | Ray Embrey                 |                              |
| 2009 | State of Play                    | Dominic Foy                |                              |
| 2009 | Extract                          | Joel Reynolds              |                              |
| 2009 | Couples Retreat                  | Jason Smith                |                              |
| 2009 | The Invention of Lying           | Doctor                     | Cameo                        |
| 2009 | Up in the Air                    | Craig Gregory              |                              |
| 2010 | The Switch                       | Wally Mars                 |                              |
| 2011 | Horrible Bosses                  | Nick Hendricks             |                              |
| 2011 | The Change-Up                    | David «Dave» Lockwood      |                              |
| 2011 | Paul                             | Agente Lorenzo Zoil        |                              |
| 2012 | Hit and Run                      | Keith Yert                 |                              |
| 2012 | Disconnect                       | Rich Boyd                  |                              |
| 2013 | Identity Thief                   | Sandy Patterson            | También productor            |
| 2013 | Bad Words                        | Guy Trilby                 | También director y productor |
| 2014 | The Longest Week                 | Conrad Valmont             |                              |
| 2014 | Horrible Bosses 2                | Nick Hendricks             |                              |
| 2014 | This Is Where I Leave You        | Judd Altman                |                              |
| 2015 | The Gift                         | Simon Callum               |                              |
| 2015 | The Family Fang                  | Baxter Fang                | También director y productor |
| 2016 | Zootopia                         | Nicholas «Nick» Wilde      | Actuación de voz             |
| 2016 | Central Intelligence             | Trevor Olson               |                              |
| 2016 | Office Christmas Party           | Josh Parker                |                              |
| 2018 | Noche de juegos                  | Max Davis                  | También productor            |
| 2021 | Thunder Force                    | Jerry «The Crab»           |                              |
| 2023 | Air                              | Rob Strasser               |                              |
| 2023 | Fool's Paradise                  | Spfx Tech                  |                              |
| 2024 | Carry-On                         | El misterioso viajero      |                              |

### Televisión
| Año                 | Título                              | Papel                  | Notas                                      |
| ------------------- | ----------------------------------- | ---------------------- | ------------------------------------------ |
| 1981–1982           | Little House on the Prairie         | James Cooper Ingalls   | 21 episodios                               |
| 1982–1984           | Silver Spoons                       | Derek Taylor           | 23 episodios                               |
| 1984                | Knight Rider                        | Doug Wainwright        | Episodio: «Lost Knight»                    |
| 1984                | The Fantastic World of D.C. Collins | Addison Cromwell       | Película de televisión                     |
| 1984–1985           | It's Your Move                      | Matthew Burton         | 18 episodios                               |
| 1985                | Robert Kennedy & His Times          | Joseph P. Kennedy, Jr. | Miniserie; 3 episodios                     |
| 1986                | Mr. Belvedere                       | Sean                   | Episodio: «Rivals»                         |
| 1986                | St. Elsewhere                       | Tim Moynihan           | Episodio: «You Beta Your Life»             |
| 1986–1991           | The Hogan Family                    | David Hogan            | 110 Episodios; también director            |
| 1987                | Bates Motel                         | Tony Scotti            | Película de televisión                     |
| 1988                | Moving Target                       | Toby Kellogg           | Película de televisión                     |
| 1988                | Crossing the Mob                    | Philly                 | Película de televisión                     |
| 1988                | Our House                           | Brian Gill             | Episodio: «The Fifth Beatle»               |
| 1992                | A Taste for Killing                 | Blaine Stockard III    | Película de televisión                     |
| 1994                | This Can't Be Love                  | Grant                  | Película de televisión                     |
| 1994                | Confessions: Two Faces of Evil      | Bill Motorshed         | Película de televisión                     |
| 1994                | Black Sheep                         | Jonathan Kelley        | Episodio piloto                            |
| 1995                | Hart to Hart                        | Stuart Morris          | Película de televisión                     |
| 1995                | Burke's Law                         | Jason Ripley           | Episodio: «Who Killed the Movie Mogul?»    |
| 1995–1996           | Simon                               | Carl Himple            | 21 episodios                               |
| 1996                | Ned and Stacey                      | Bobby Van Lowe         | Episodio: «Pals»                           |
| 1997                | Chicago Sons                        | Harry Kulchak          | 13 episodios                               |
| 1997–1998           | George & Leo                        | Ted Stoody             | 22 episodios                               |
| 2000                | Rude Awakening                      | Ryan                   | Episodio: «Star 80 Proof»                  |
| 2001                | Some of My Best Friends             | Warren Fairbanks       | 8 episodios                                |
| 2022                | The Jake Effect                     | Jake Galvin            | 7 episodios                                |
| 2003                | The Twilight Zone                   | Scott Crane            | Episodio: «Burned»                         |
| 2003–2006 2013–2019 | Arrested Development                | Michael Bluth          | 84 episodios                               |
| 2006                | Scrubs                              | Sr. Sutton             | Episodio: «My Big Bird»                    |
| 2009                | Sit Down, Shut Up                   | Larry Littlejunk       | Voz; 13 episodios                          |
| 2017–2022           | Ozark                               | Martin «Marty» Byrde   | 44 episodios; también director y productor |
| 2020                | The Outsider                        | Terry Maitland         | 4 episodios; también director y productor  |

## Premios y nominaciones
| Premios Globo de Oro | Premios Globo de Oro                     | Premios Globo de Oro | Premios Globo de Oro | Premios Globo de Oro |
| Año                  | Categoría                                | Trabajo Nominado     | Resultado            | Ref.                 |
| -------------------- | ---------------------------------------- | -------------------- | -------------------- | -------------------- |
| 2005                 | Mejor actor de serie - Comedia o musical | Arrested Development | Ganador              | [ 7 ]                |
| 2014                 | Mejor actor de serie - Comedia o musical | Arrested Development | Nominado             | [ 7 ]                |
| 2018                 | Mejor actor de serie - Drama             | Ozark                | Nominado             | [ 7 ]                |

| Premios Primetime Emmy | Premios Primetime Emmy            | Premios Primetime Emmy | Premios Primetime Emmy | Premios Primetime Emmy |
| Año                    | Categoría                         | Trabajo Nominado       | Resultado              | Ref.                   |
| ---------------------- | --------------------------------- | ---------------------- | ---------------------- | ---------------------- |
| 2005                   | Mejor actor - Serie de comedia    | Arrested Development   | Nominado               | [ 8 ]                  |
| 2013                   | Mejor actor - Serie de comedia    | Arrested Development   | Nominado               | [ 8 ]                  |
| 2018                   | Mejor dirección - Serie dramática | Ozark                  | Nominado               | [ 8 ]                  |
| 2018                   | Mejor actor - Serie dramática     | Ozark                  | Nominado               | [ 8 ]                  |

| Premios del Sindicato de Actores | Premios del Sindicato de Actores | Premios del Sindicato de Actores | Premios del Sindicato de Actores | Premios del Sindicato de Actores |
| Año                              | Categoría                        | Trabajo Nominado                 | Resultado                        | Ref.                             |
| -------------------------------- | -------------------------------- | -------------------------------- | -------------------------------- | -------------------------------- |
| 2005                             | Mejor reparto - Serie de comedia | Arrested Development             | Nominado                         | [ 9 ]                            |
| 2005                             | Mejor actor - Serie de comedia   | Arrested Development             | Nominado                         | [ 9 ]                            |
| 2006                             | Mejor reparto - Serie de comedia | Arrested Development             | Nominado                         | [ 10 ]                           |
| 2014                             | Mejor reparto - Serie de comedia | Arrested Development             | Nominado                         | [ 11 ]                           |
| 2014                             | Mejor actor - Serie de comedia   | Arrested Development             | Nominado                         | [ 11 ]                           |
| 2018                             | Mejor actor - Serie dramática    | Ozark                            | Ganador                          | [ 12 ]                           |